# Cổng tam quan

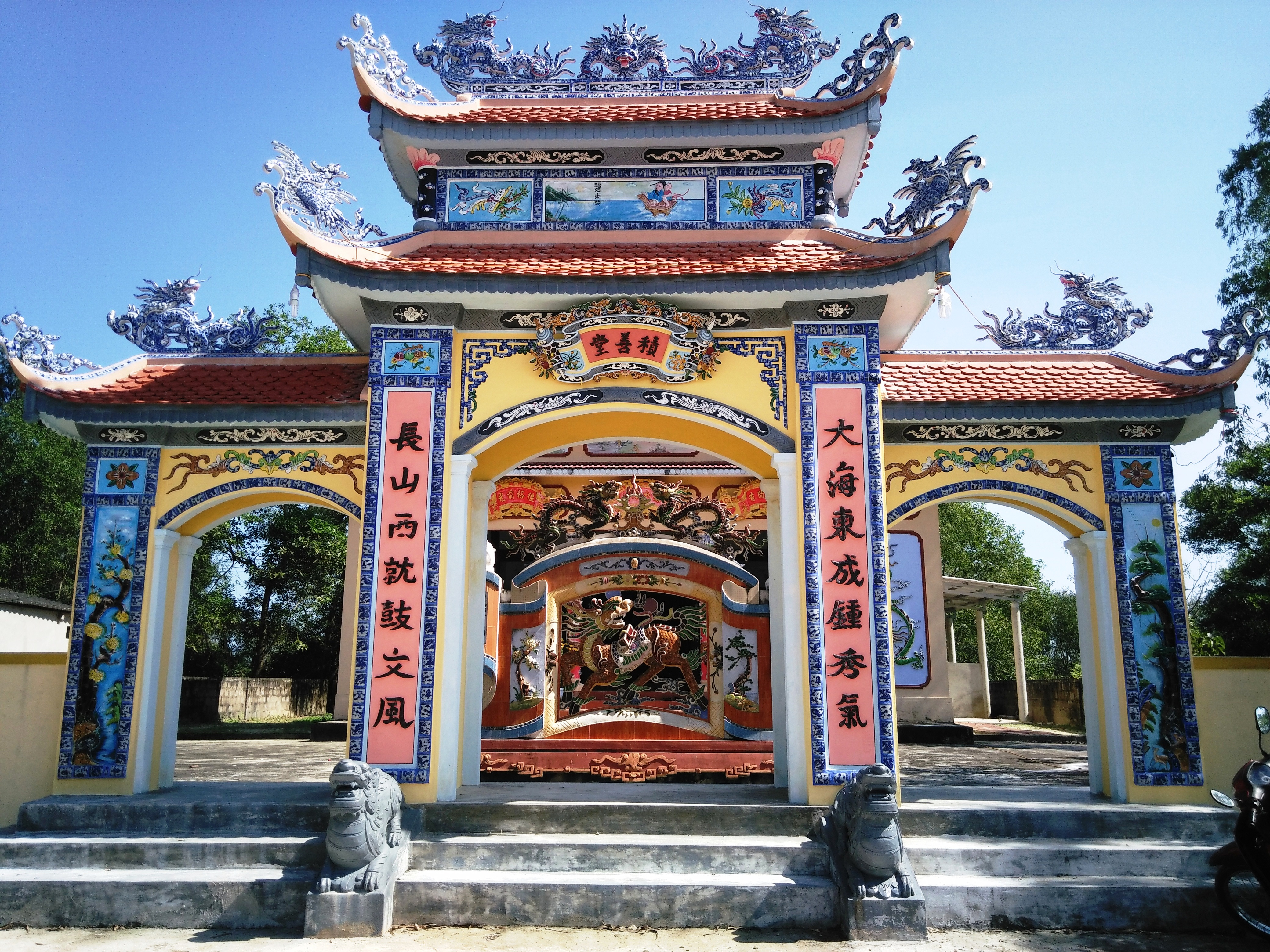
Một kiểu cổng tam quan điển hình của kiến trúc dân gian

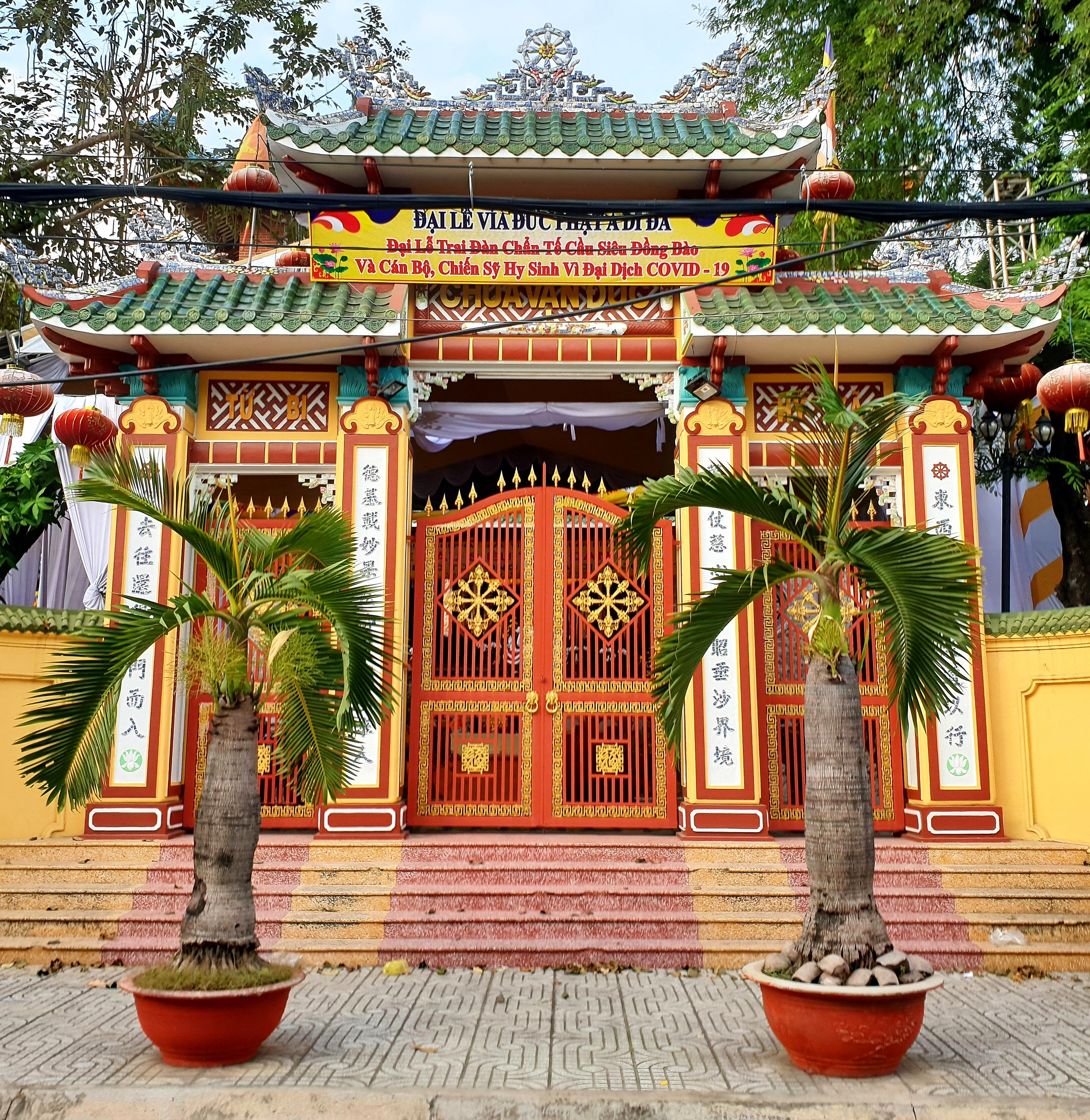
Cổng tam quan chùa Vạn Đức ở Bình Tân

Cổng tam quan là một loại cổng có ba lối đi thường thấy ở chùa chiền theo lối kiến trúc truyền thống Việt Nam. Một số dinh thự, và đình miếu cũng xây loại cổng này như Cơ Mật viện ở Huế.

## Ý nghĩa
Cổng tam quan mang ý niệm "ba cách nhìn" của Phật giáo gồm có "hữu quan", "không quan" và "trung quan", thể hiện cái sắc (giả), cái không (Vô thường) và trung dung của cả hai. Giải thích thứ hai là tam quan là cửa của Tam bảo. Thuyết khác thì cho rằng tam quan là "tam giải thoát môn" của Thiền tông gồm cửa Không, cửa Vô tác và cửa Vô tướng (Vô nguyện). Vì vậy mà các nước không thuộc Phật giáo Thiền tông không có xây cổng tam quan làm lối vào chùa.

## Kiến trúc
Cổng tam quan phần chủ yếu là ba lối đi với cửa giữa thường lớn hơn hai cửa bên. Vách cổng có thể là gỗ hay xây tường gạch hoặc đá. Phía trên lợp mái. Hai bên lối đi thường đắp câu đối, trán cửa ghi tên chùa hay tên cửa. 

### Cổng có gác

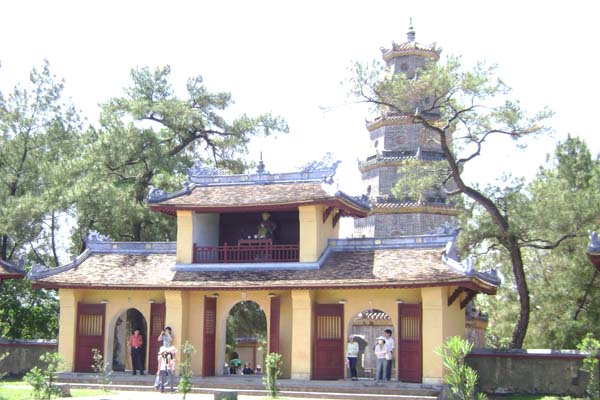
Tam quan chùa Thiên Mụ xây gác bên trên lối giữa, phong cách cung đình Huế

Cổng nhỏ chỉ làm một tầng nhưng khi dựng quy mô hơn thì nhiều nơi xây hai tầng mái hoặc xây gác bên trên. Cổng bằng gạch và đá thì gần như nhất thể đều có gác, dù có thể chỉ là gác giả để tạo chiều cao. Có nơi xây thành ba tầng. Khi thiết kế gác ở trên thì có chùa dùng nơi đó để treo chuông, khánh, và trống dùng trong nghi lễ nhà chùa.

### Cổng kiểu tứ trụ

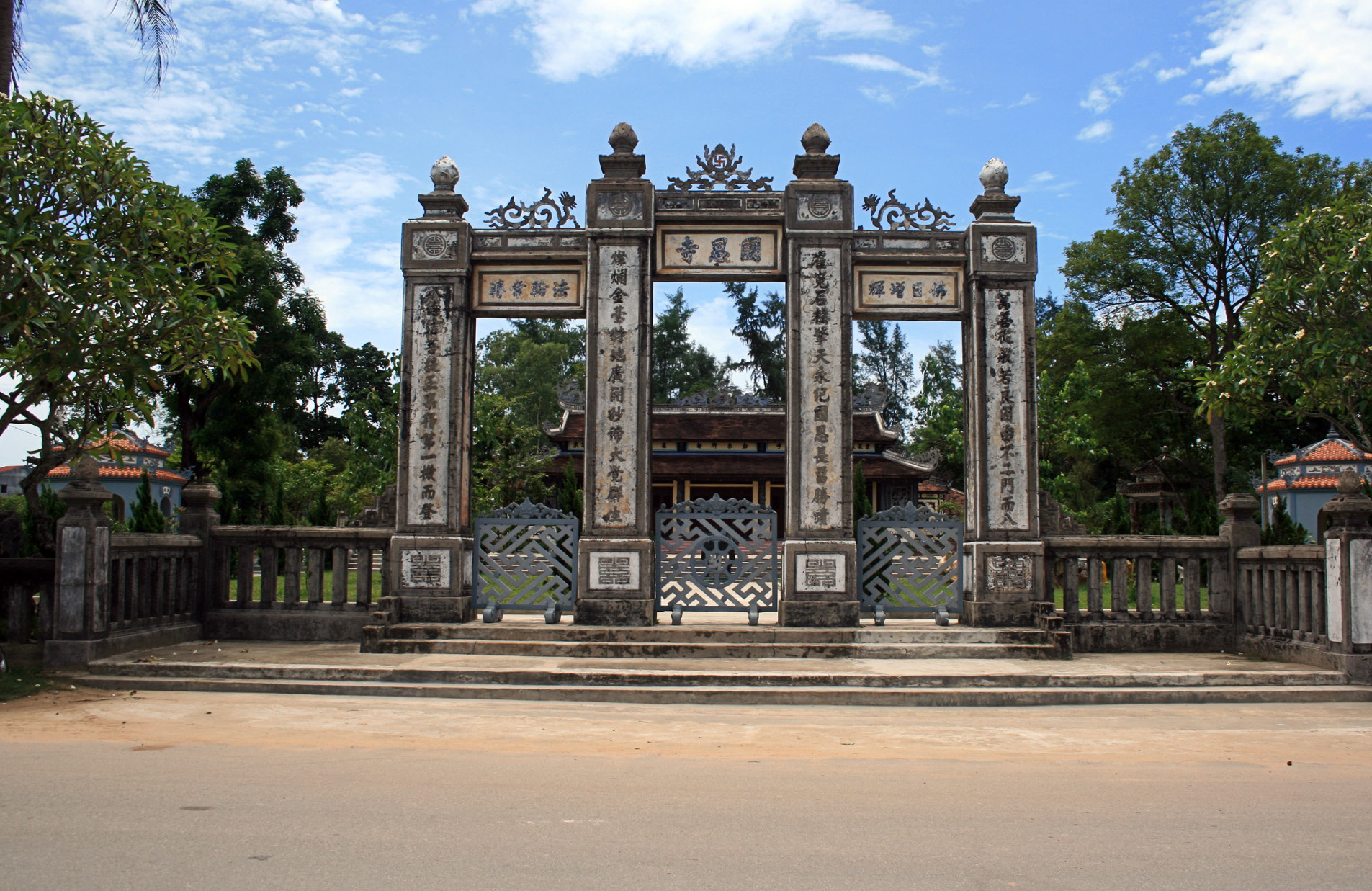
Tam quan kiểu tứ trụ chùa Quốc Ân, Huế

Cổng tam quan kiểu tứ trụ thay vì xây tường vách thì dùng bốn trụ biểu, hai trụ giữa cao hơn hai trụ bên để chia thành ba lối đi. Phía trên nối liền bốn trụ biểu là xà cách điệu làm trán cổng.
Chùa Láng có đặc điểm là kết cấu kiểu tứ trụ với mái cong, tạo cho tam quan chùa dáng độc đáo, có một không hai trong ngành kiến trúc truyền thống Việt Nam.

### Biến thể

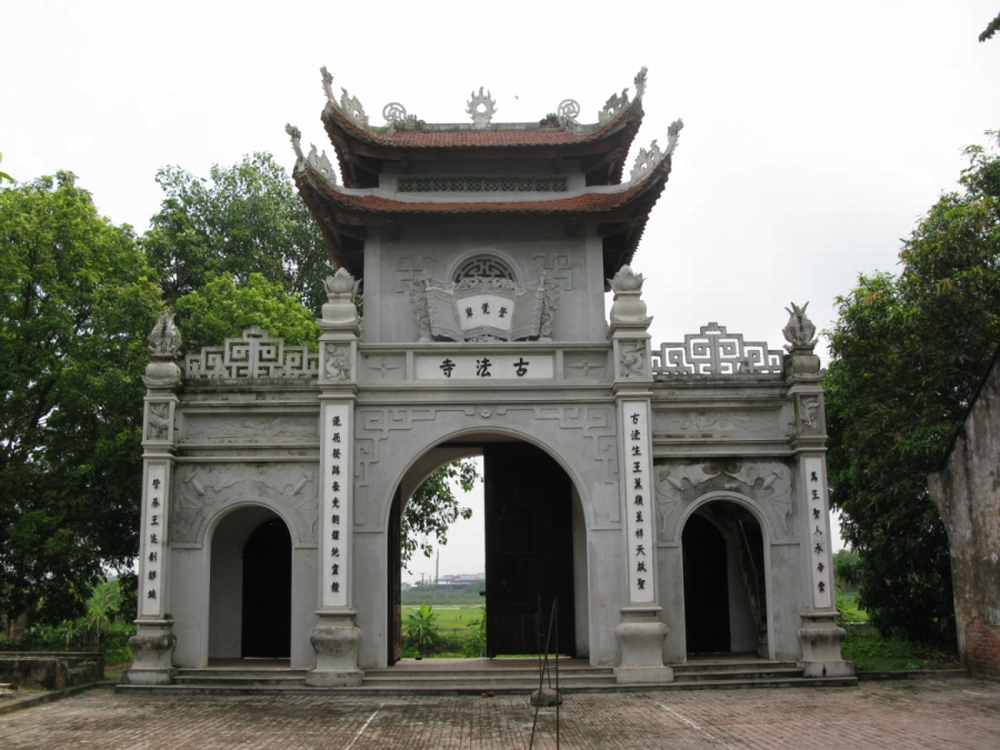
Cổng tam quan chùa Dận, Bắc Ninh, kiểu có gác ở trên

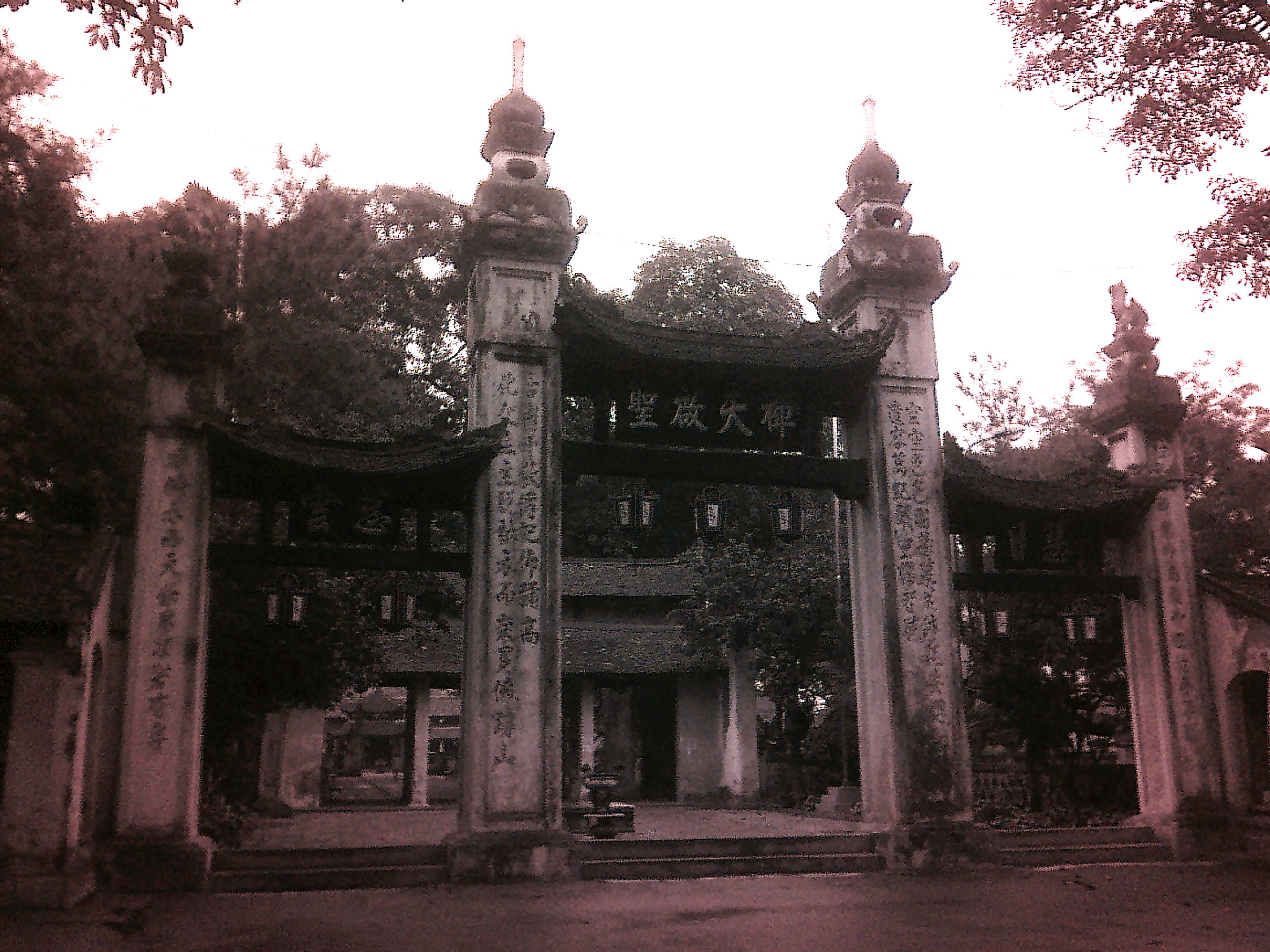
Cổng tam quan chùa Láng, Hà Nội kiểu tứ trụ kết hợp với mái cong

Biến thể của cổng tam quan được thấy ở một số chùa xây thành năm lối đi như trường hợp chùa Sét, Hà Nội.

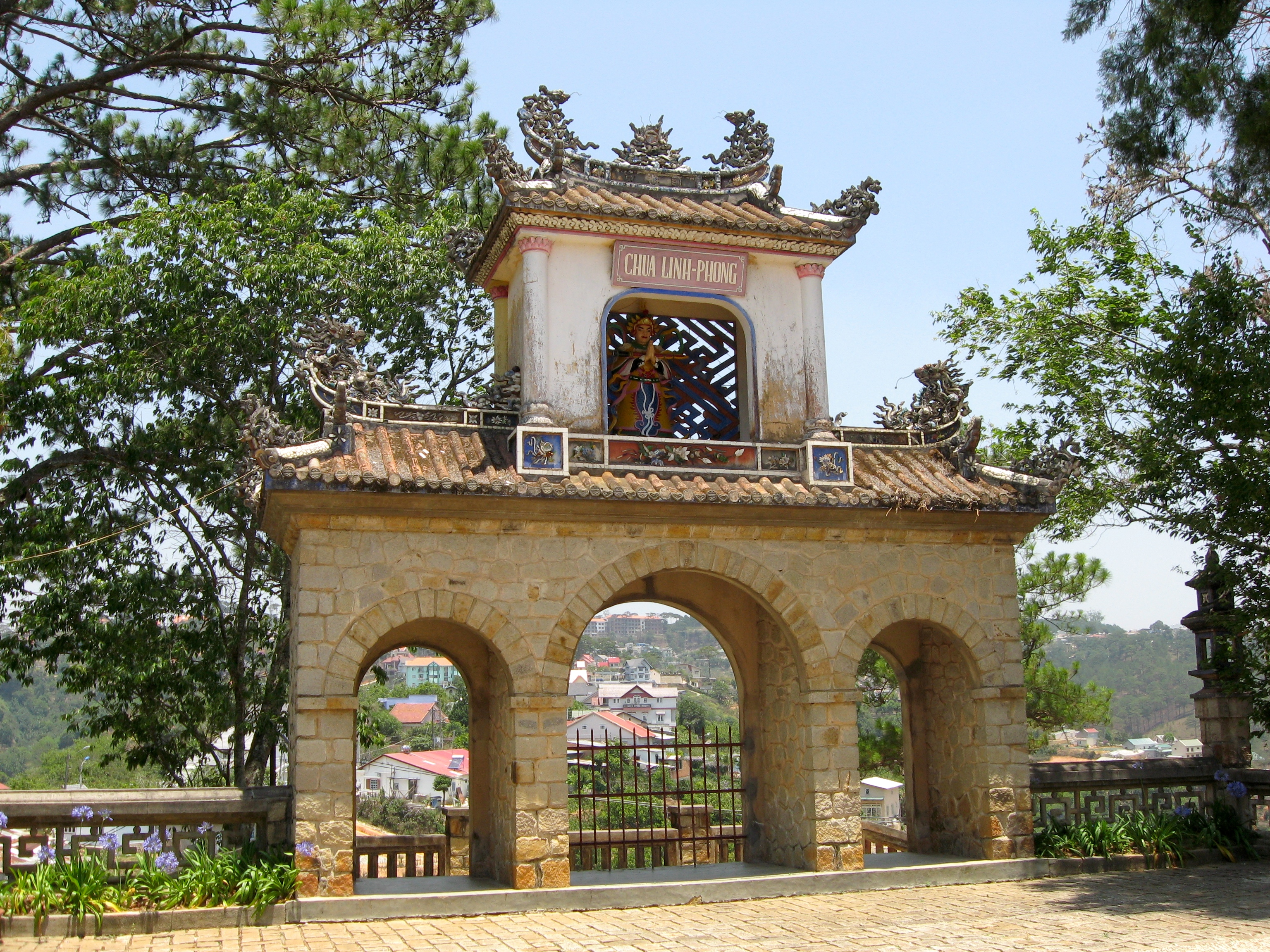
Tam quan chùa Linh Phong
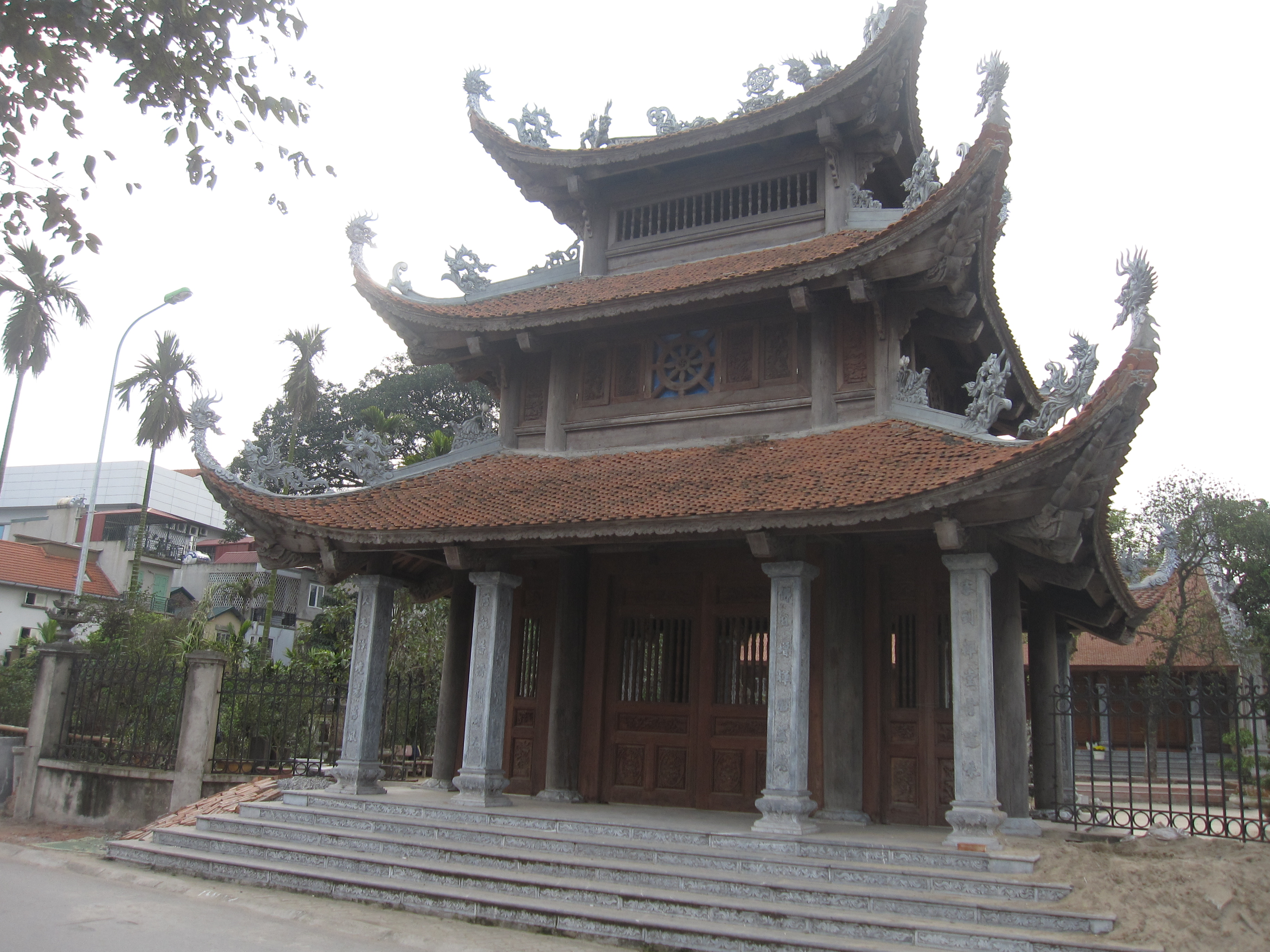
Chùa Tảo Sách
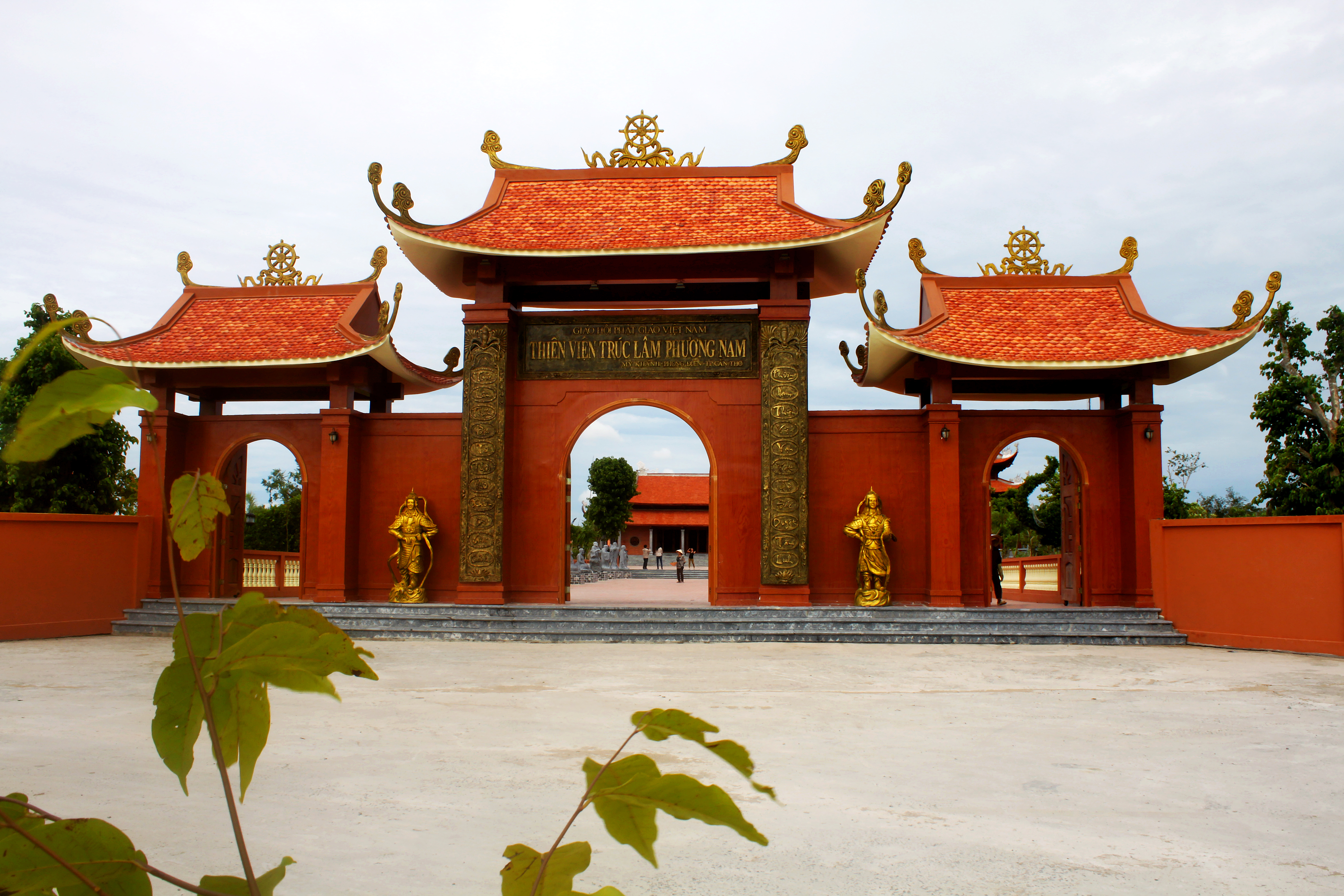
Tam quan Thiền viện Trúc Lâm Phương Nam
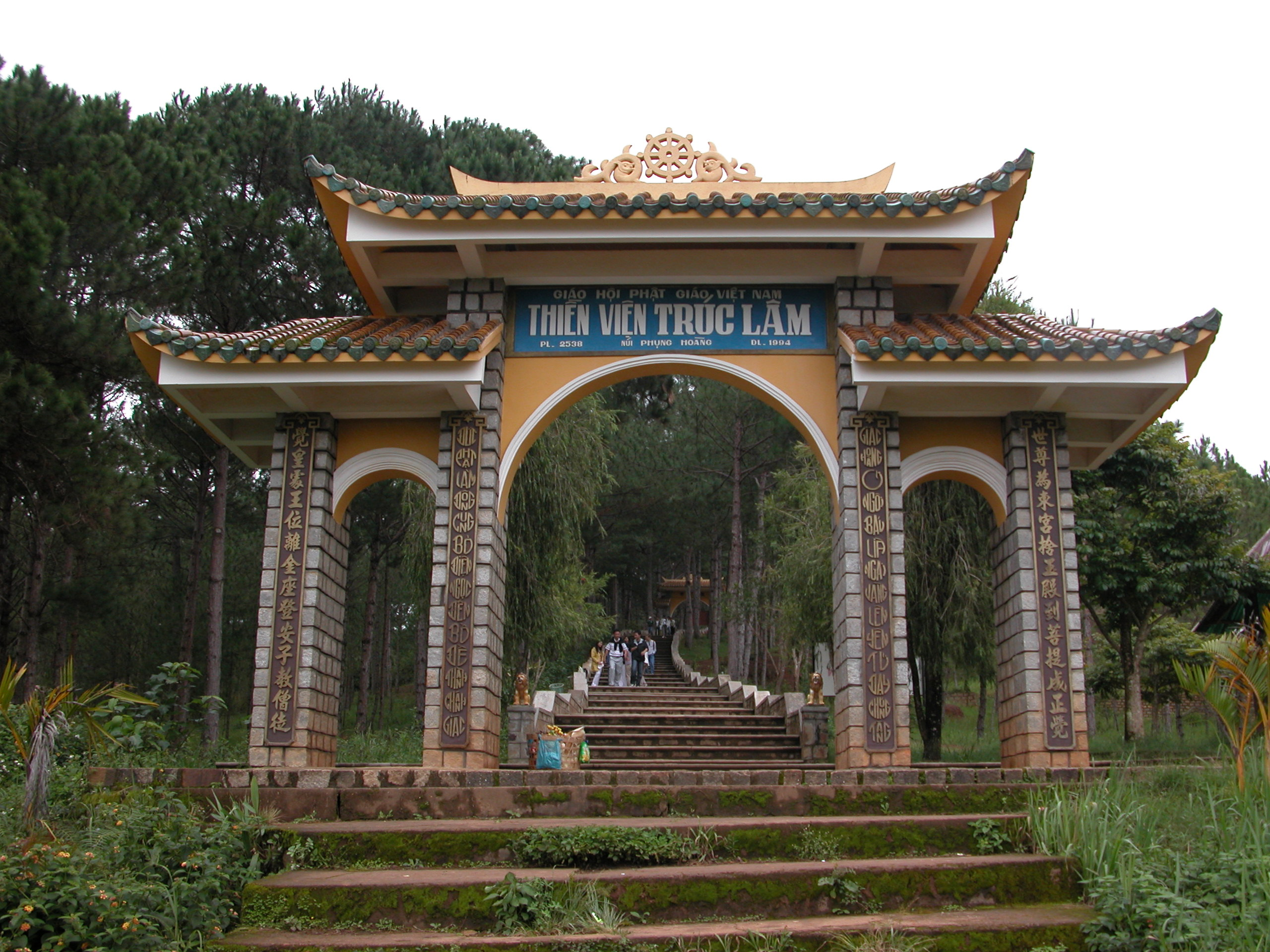
Thiền viện Trúc Lâm Đà Lạt

## Tín ngưỡng khác
Cổng tam quan là một kiến trúc Phật giáo nhưng cũng đã được áp dụng ở đền, đình, đạo quán, thánh thất Cao Đài, v.v.

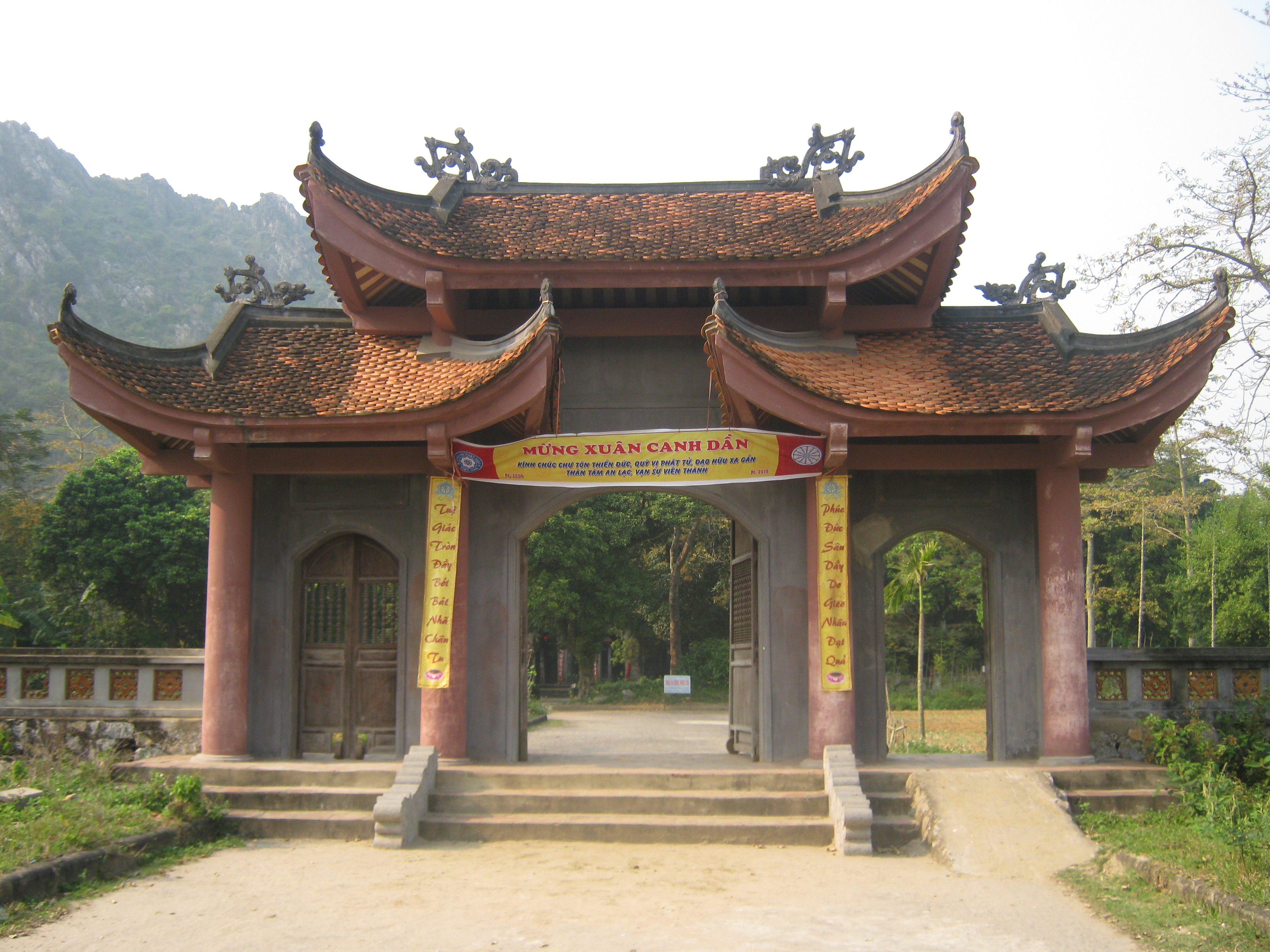
Cố đô Hoa Lư
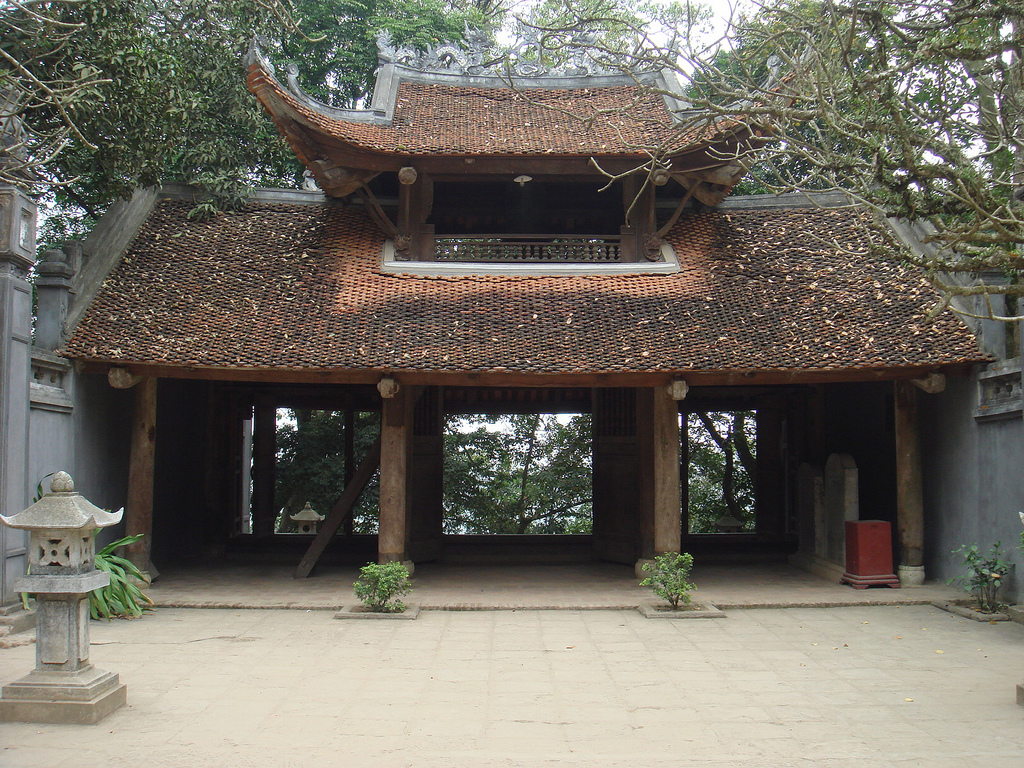
Tam quan Đền Hùng, Phú Thọ. Phía trên cổng trổ gác chuông
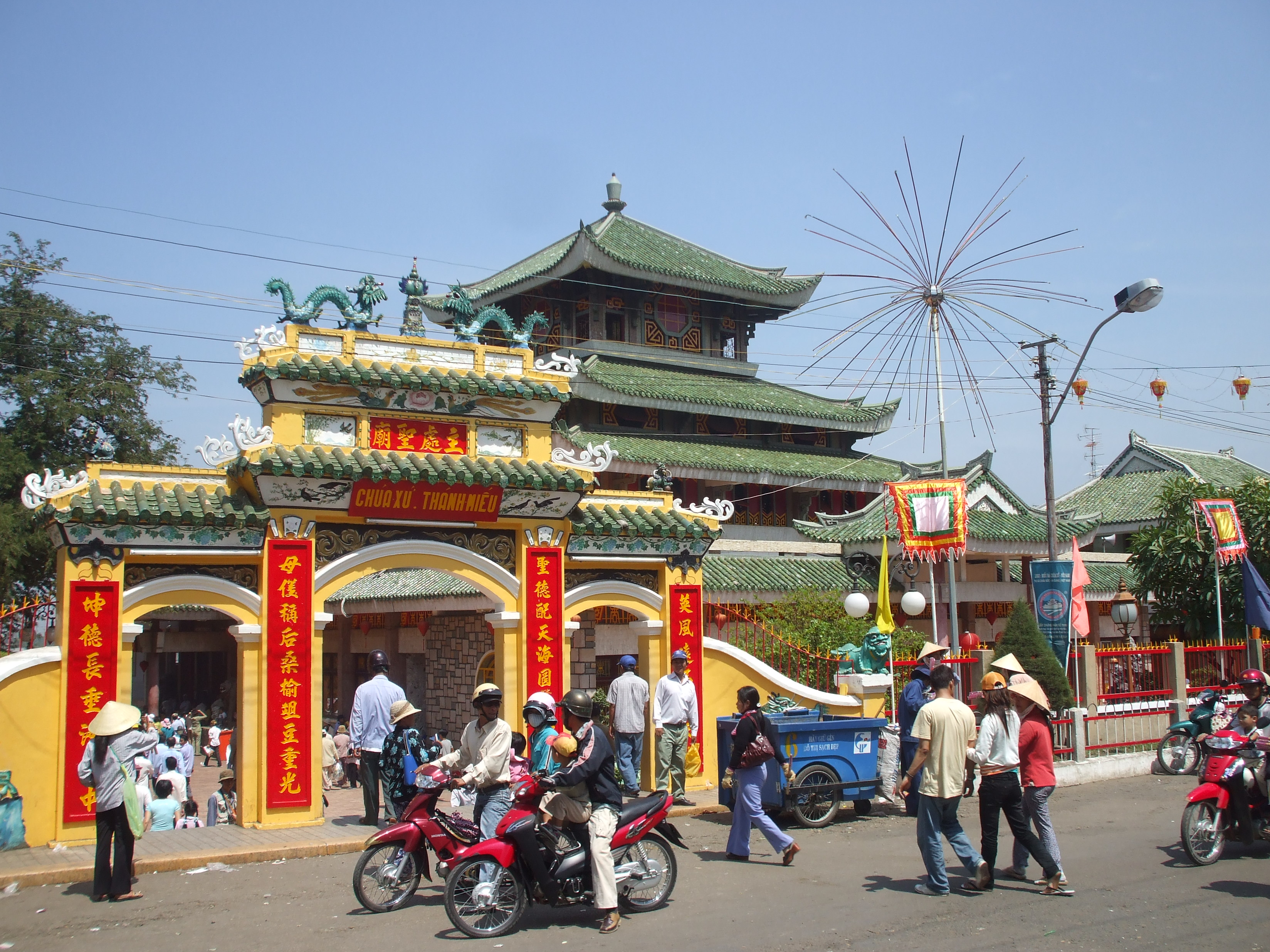
Tam quan Miếu Bà Chúa Xứ Núi Sam, Châu Đốc
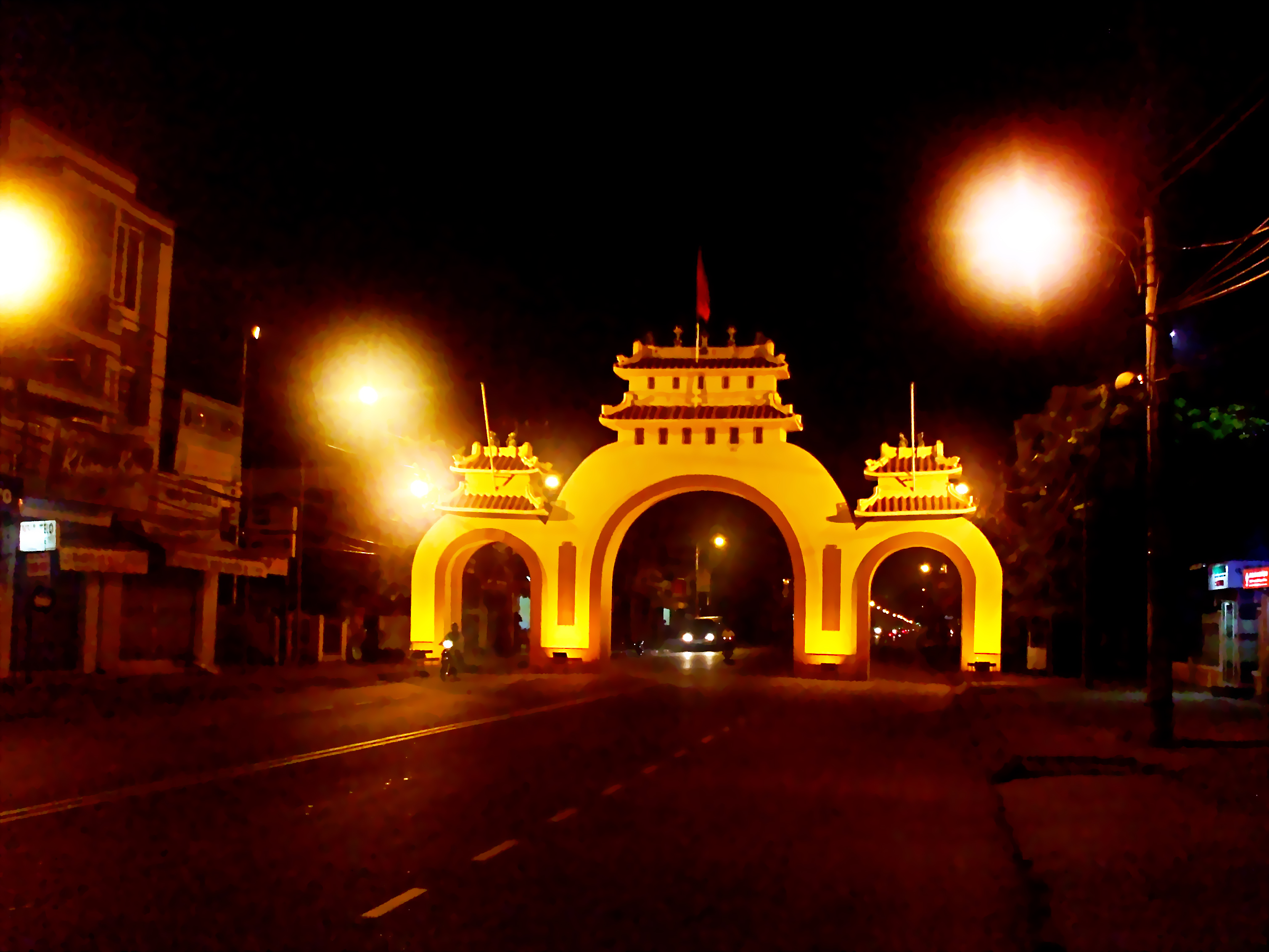
Cổng Tam quan tại Rạch Giá

### Cổng tam quan trong đạo Cao Đài
Hầu hết các công trình tôn giáo của đạo Cao Đài đều có cổng tam quan hoặc biến thể của cổng tam quan.
Khu vực chung quanh Tòa Thánh Tây Ninh (Nội ô Tòa Thánh Tây Ninh) nổi tiếng với 12 cổng tam quan xây dựng theo 3 dạng kiến trúc khác nhau. Cổng lớn nhất được gọi là Cửa Chánh Môn, 11 cổng khác nhỏ hơn được đánh số từ 1 đến 12 (lưu ý không có Cửa số 5).
| Dạng cổng              | Tên cổng                                                                              |
| ---------------------- | ------------------------------------------------------------------------------------- |
| Không có mái che       | Cửa Chánh Môn, Cửa số 2, Cửa số 3, Cửa sô 6, Cửa số 8, Cửa số 9, Cửa số 11, Cửa số 12 |
| Có mái che thu nhỏ dần | Cửa số 1 (Cửa Hòa Viện), Cửa số 7                                                     |
| Có mái che dài         | Cửa số 4, Cửa số 10                                                                   |

Cửa Chánh Môn được xây dựng như một cổng tam quan với 3 lối đi cách xa nhau. Nhưng thực tế, phần mái cong cách điệu lại làm cho công trình này giống với 3 cổng Torii hơn là 1 cổng tam quan.

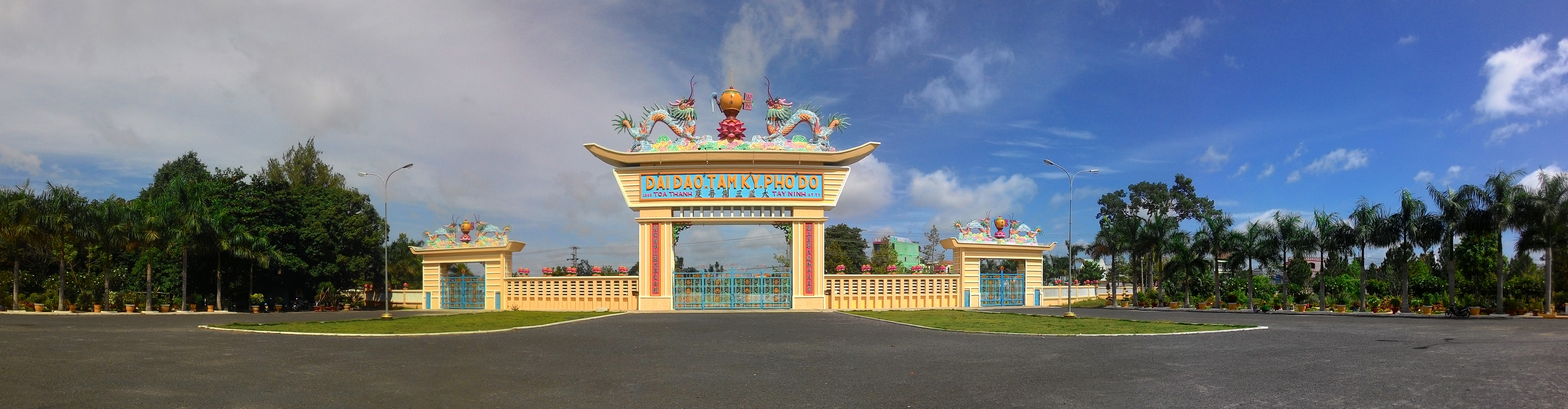
Cửa Chánh Môn Nội ô Tòa Thánh Tây Ninh nhìn từ hướng đông

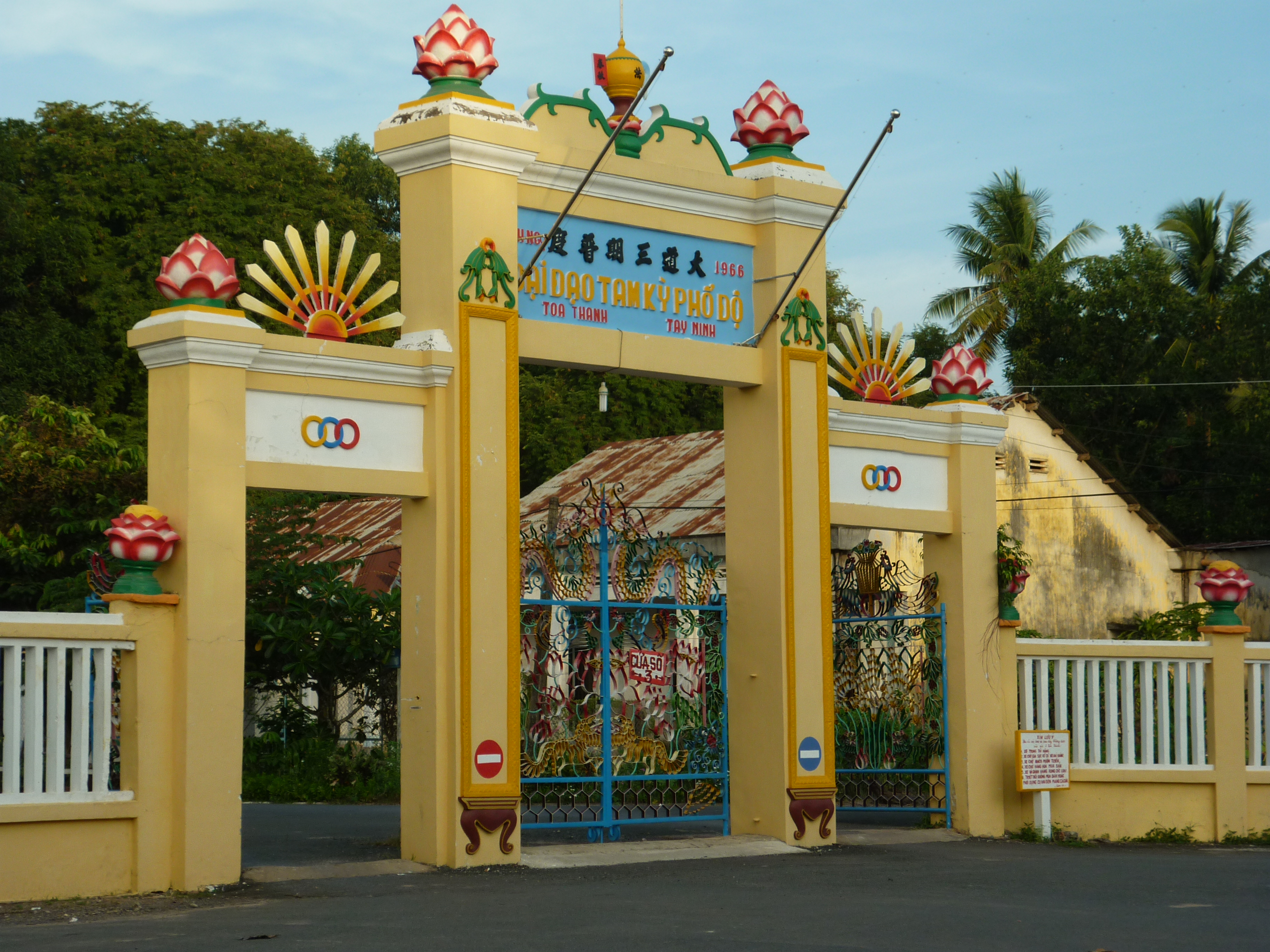
Cửa số 3 Nội ô Tòa Thánh Tây Ninh không có mái che
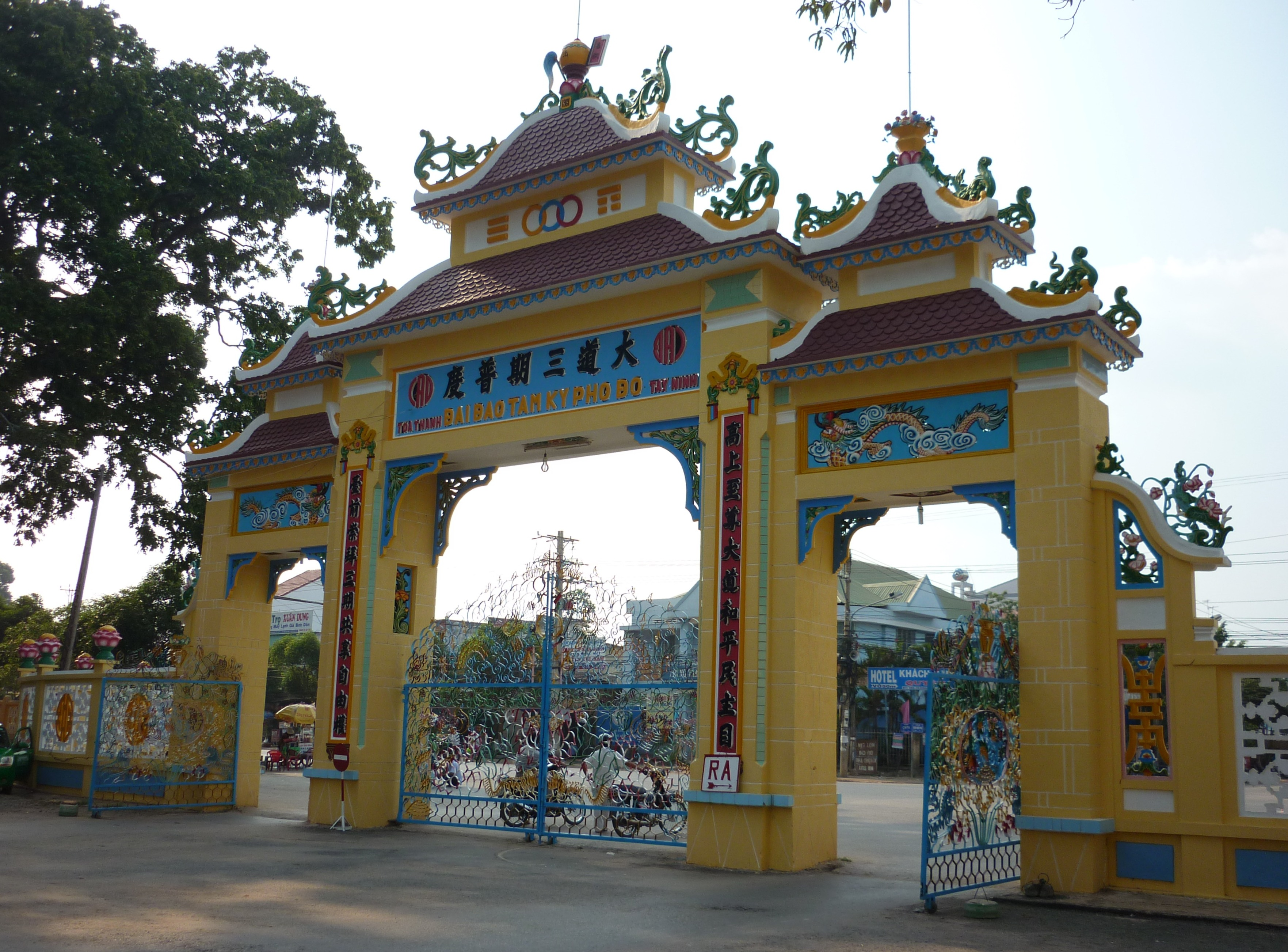
Cửa số 1 Nội ô Tòa Thánh Tây Ninh với mái che thu nhỏ về phía trên
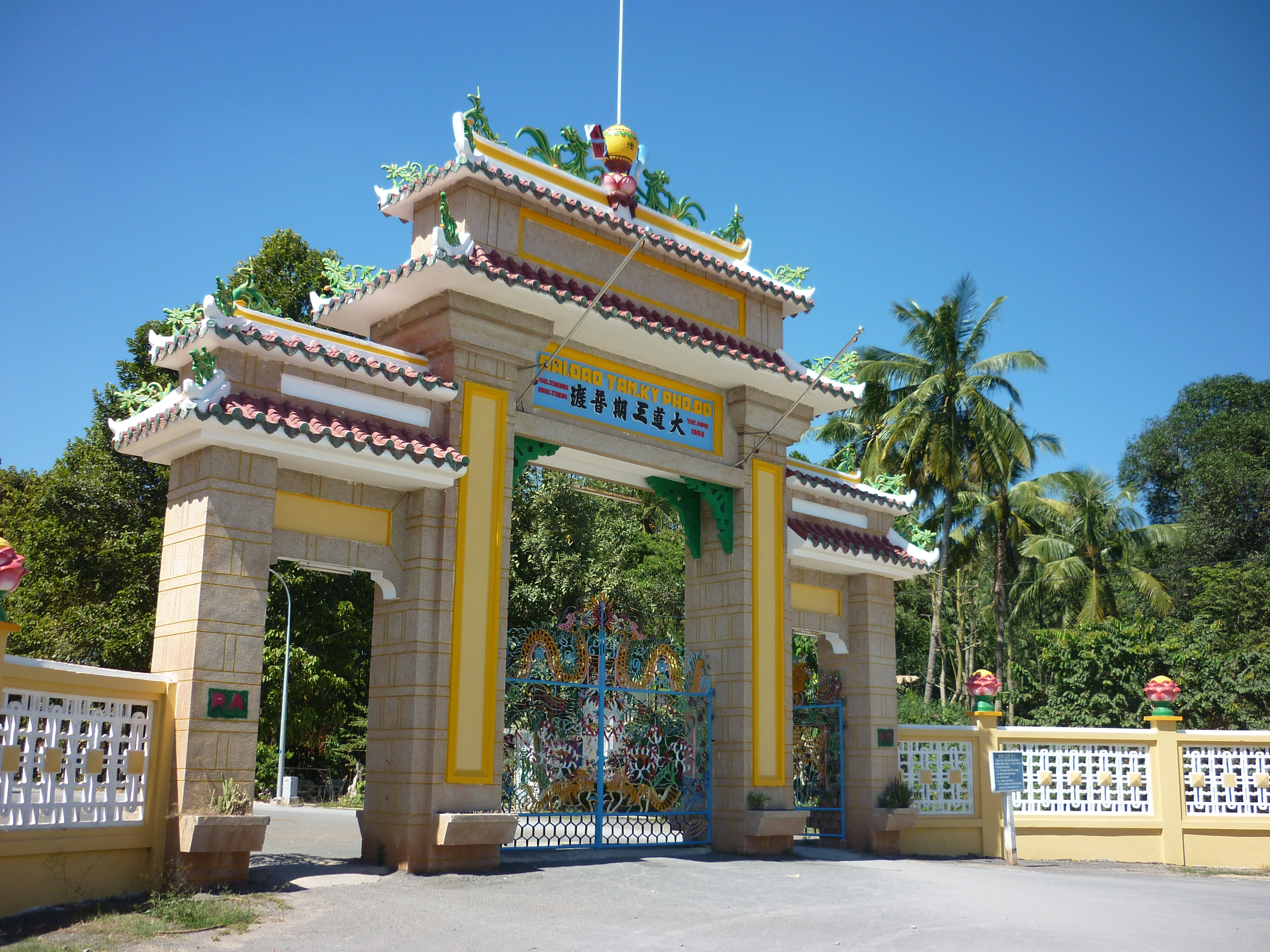
Cửa số 10 Nội ô Tòa Thánh Tây Ninh với mái che dài